# Buíque
Buíque là một đô thị thuộc bang Pernambuco, Brasil. Đô thị này có diện tích 1345 km², dân số năm 2007 là 47631 người, mật độ 35,41 người/km².